# Лъвчето (Симитли)
„Лъвчето“ е паметник в двора на църквата „Рождество Богородично“ в град Симитли, България.
Паметникът е изграден като почит към загиналите за освобождението на Симитли на 11 октомври 1912 година (част от останалия поробен Пирински регион след 1878 г.) и Освобождението на България. На мястото се провеждат общоградски чествания на Деня на града, датата на която е провъзгласена свободата на Симитли.